# Manuscrito de Old Hall

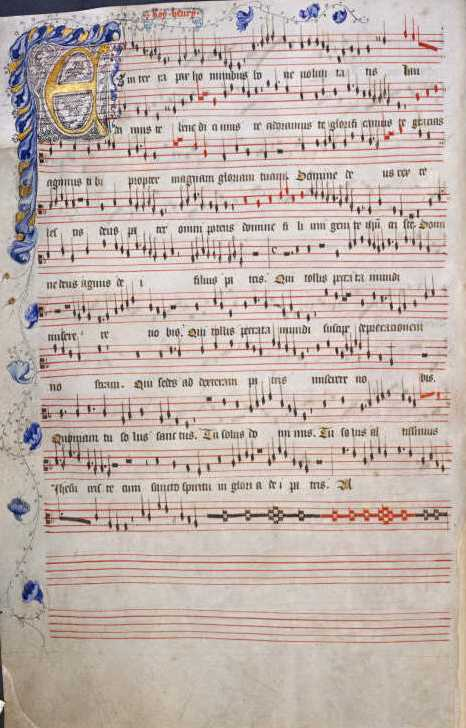
Manuscrito de Old Hall.

El Manuscrito de Old Hall (British Library, Add. MS 57950) (olim Old Hall, Library of St. Edmund's College) es un manuscrito inglés que contiene música religiosa compuesta entre finales del siglo XIV y comienzos del XV. Constituye la fuente musical de música inglesa más importante de toda la Edad Media. Se llama así porque se conservó en la biblioteca del St Edmund's College, en Old Hall, cerca de Ware. Milagrosamente sobrevivió a la destrucción de manuscritos llevada a a cabo por Enrique VIII durante la disolución de los monasterios, en la década de 1530.
No se sabe con certeza cuándo y dónde comenzó la recopilación del manuscrito. Se cree que fue compilado a comienzos del siglo XV, probablemente durante un periodo superior a veinte años. En su formación contribuyeron varios copistas, algunos de los cuales podrían ser los compositores de algunas de las piezas.
El manuscrito está formado por tres volúmenes, el tercero de los cuales contiene material revisado del primero. Contiene 147 composiciones, de las que 77 están escritas en partitura en vez de en partes separadas. La mayoría de las piezas son composiciones del Ordinario de la Misa (121 obras) y están ordenadas por grupos, es decir, primero se encuentran todas las composiciones del Gloria (40), después todas las del Credo (35), después las del Sanctus (27) y finalmente las del Agnus Dei (19). Entre estos grupos se intercalan 11 motetes en latín y 15 tratamientos de discanto de textos religiosos, también en latín.
El manuscrito presenta varios estilos y técnicas musicales, entre ellos el discanto inglés, composiciones isorítmicas y cánones.
Los compositores con obras en el manuscrito (junto con el número de obras entre paréntesis) son los siguientes:
- Leonel Power (25)
- John Cooke (10)
- Pycard (9)
- Thomas Damett (9)
- N. Sturgeon (7)
- W. Typp (7)
- Byttering (5)
- Oliver (4)
- R. Chirbury (4)
- J. Excetre (3)
- Forest (3)
- John Burell (2)
- Roy Henry (2)
- Queldryk (2)
- J. Tyes (2)
- Aleyn (1)
- Fonteyns (1)
- Gervays (1)
- Lambe (1)
- John Dunstable (1)
- Rowlard (1)
- Antonio Zacara da Teramo (1)
- Swynford (1)
- Pennard (1)
- Matheus de Sancto Johanne (Maysheut) (1)

Roy Henry es probablemente Enrique V de Inglaterra, aunque también podría ser Enrique IV de Inglaterra.

## Las obras
A continuación se detallan las obras del manuscrito. Los códigos de la columna de "Grabaciones" se especifican en la sección de "Discografía":
| N.º | Folio    | Obra                                                            | Voces | Compositor                           | Forma musical | Concordancias           | Grabaciones                  | Comentarios               |
| --- | -------- | --------------------------------------------------------------- | ----- | ------------------------------------ | ------------- | ----------------------- | ---------------------------- | ------------------------- |
| 1   | 1        | Gloria                                                          | 3     | anónimo                              | gloria        | MAG                     |                              |                           |
| 2   | 1v-2     | Gloria                                                          | 3     | anónimo                              | gloria        |                         |                              |                           |
| 3   | 2-2v     | Gloria                                                          | 3     | anónimo                              | gloria        |                         |                              |                           |
| 4   | 3        | Gloria                                                          | 4     | anónimo                              | gloria        |                         |                              |                           |
| 5   | 3v       | Gloria                                                          | 3     | anónimo                              | gloria        |                         |                              |                           |
| 6   | 4        | Gloria                                                          | 3     | anónimo                              | gloria        |                         |                              |                           |
| 7   | 4v-5v    | Gloria                                                          | 3     | John Cooke                           | gloria        |                         |                              |                           |
| 8   | 5v-6     | Gloria                                                          | 3     | Aleyn                                | gloria        |                         | FOL                          |                           |
| 9   | 6v-7     | Gloria                                                          | 3     | N. Sturgeon                          | gloria        |                         |                              |                           |
| 10  | 7v       | Gloria                                                          | 3     | Thomas Damett                        | gloria        |                         |                              |                           |
| 11  | 8        | Gloria                                                          | 3     | anónimo                              | gloria        |                         |                              |                           |
| 12  | 8v-9     | Gloria                                                          | 3     | John Burell                          | gloria        |                         |                              |                           |
| 13  | 9v-10v   | Gloria                                                          | 3     | Thomas Damett                        | gloria        |                         |                              |                           |
| 14  | 10v-11v  | Gloria                                                          | 3     | John Cooke                           | gloria        |                         | GVP                          |                           |
| 15  | 11v-12   | Gloria                                                          | 3     | N. Sturgeon                          | gloria        |                         |                              |                           |
| 16  | 12v-13   | Gloria                                                          | 3     | Roy Henry                            | gloria        |                         | CAR                          |                           |
| 17  | 13v-14   | Gloria                                                          | 3     | Byttering                            | gloria        | AOS                     |                              |                           |
| 18  | 14v      | Gloria                                                          | 3     | Byttering                            | gloria        |                         |                              |                           |
| 19  | 15       | Gloria                                                          | 3     | J. Tyes                              | gloria        |                         |                              |                           |
| 20  | 15v-16   | Gloria                                                          | 3     | J. Excetre                           | gloria        |                         |                              |                           |
| 21  | 16v-17   | Gloria                                                          | 5     | Leonel Power                         | gloria        |                         | PCA, HIL, GTC                |                           |
| 22  | 17v-18   | Gloria                                                          | 3     | Leonel Power                         | gloria        |                         |                              |                           |
| 23  | 18v-19   | Gloria                                                          | 4     | Leonel Power                         | gloria        |                         |                              |                           |
| 24  | 19v-20   | Gloria                                                          | 3     | Leonel Power                         | gloria        |                         |                              |                           |
| 25  | 20v-21   | Gloria                                                          | 3     | Leonel Power                         | gloria        |                         |                              |                           |
| 26  | 21v-22   | Gloria                                                          | 3     | Pycard                               | gloria        |                         | CVO                          |                           |
| 27  | 22v-23   | Gloria                                                          | 3     | Pycard                               | gloria        |                         |                              |                           |
| 28  | 23v-24   | Gloria                                                          | 5     | Pycard                               | gloria        |                         | GOT, DIA                     |                           |
| 29  | 24v-25   | Gloria                                                          | 3     | Rowlard                              | gloria        | L40                     |                              |                           |
| 30  | 25v-26   | Gloria                                                          | 4     | Queldryk                             | gloria        |                         | HIE                          |                           |
| 31  | 26v-27   | Gloria                                                          | 3     | Gervays                              | gloria        | BOL                     |                              |                           |
| 32  | 27v-28   | Gloria                                                          | 3     | anónimo                              | gloria        |                         |                              |                           |
| 33  | 28v      | Gloria, gloria laus honor                                       | 2     | Antonio Zacara da Teramo             | gloria        | BOL, M14, PAD, SIE, VAR |                              |                           |
| 34  | 29       | Gloria                                                          | 2     | anónimo                              | gloria        |                         |                              |                           |
| 35  | 29v-30   | Gloria                                                          | 4     | Pycard                               | gloria        |                         | HIE                          |                           |
| 36  | 30v-31   | Gloria                                                          | 4     | John Cooke                           | gloria        |                         |                              |                           |
| 37  | 31v-32   | Gloria                                                          | 3     | Thomas Damett                        | gloria        |                         |                              |                           |
| 38  | 32v-33   | Gloria                                                          | 3     | John Cooke                           | gloria        |                         |                              |                           |
| 39  | 33v-34   | Gloria                                                          | 3     | Thomas Damett                        | gloria        |                         |                              |                           |
| 40  | 34v-35   | Gloria                                                          | 3     | N. Sturgeon                          | gloria        |                         |                              |                           |
| 41  | 35v      | O Maria laude genitrix                                          | 3     | anónimo                              | cantilena     |                         |                              |                           |
| 42  | 36       | ... venie                                                       | 3     | anónimo                              | cantilena     |                         |                              |                           |
| 43  | 36       | Ave regina celorum                                              | 3     | Leonel Power                         | antífona      |                         | OBE, PCA, HIL, ALI           |                           |
| 44  | 36v      | Regina celi letare                                              | 3     | Leonel Power                         | antífona      |                         |                              |                           |
| 45  | 37       | ... et propicia                                                 | 3     | anónimo                              | cantilena     |                         |                              |                           |
| 46  | 37v      | Pia mater salvatoris te celestis                                | 3     | anónimo                              | cantilena     |                         | HIE                          |                           |
| 47  | 37v      | Salve mirífica virgo                                            | 3     | anónimo                              | cantilena     | O34                     |                              |                           |
| 48  | 38       | Nesciens mater... torem seculorum                               | 3     | anónimo                              | antífona      |                         | HIE                          |                           |
| 49  | 38       | Beata progenies unde                                            | 3     | Leonel Power                         | antífona      |                         | NYM, PCA, HIE, ONI, ANI, CAE |                           |
| 50  | 38v      | Nesciens mater virgo                                            | 3     | Byttering                            | antífona      | YOR                     | FOL, HIE                     |                           |
| 51  | 38v-39   | Regali ex progenie                                              | 3     | Fonteyns                             | antífona      |                         | PAG                          |                           |
| 52  | 39-39v   | Ave regina celorum                                              | 3     | John Cooke                           | antífona      |                         | HIE                          |                           |
| 53  | 39v-40   | Beata Dei genitrix                                              | 3     | Thomas Damett                        | antífona      |                         | OBE, PCA, HIE                |                           |
| 54  | 40       | Salve porta paradisi                                            | 3     | Thomas Damett                        | cantilena     |                         | HIE, CAN, CAE                |                           |
| 55  | 40v      | Stella celi extirpavit                                          | 3     | John Cooke                           | cantilena     |                         | OBE, PCA, FOL, HIE, CAE      |                           |
| 56  | 41-42    | Credo                                                           | 3     | anónimo                              | credo         |                         |                              |                           |
| 57  | 42v-43v  | Credo                                                           | 3     | anónimo                              | credo         |                         |                              |                           |
| 58  | 44-45    | Credo                                                           | 3     | anónimo                              | credo         |                         |                              |                           |
| 59  | 45v-46v  | Credo                                                           | 3     | Oliver                               | credo         |                         |                              |                           |
| 60  | 47-48    | Credo                                                           | 3     | anónimo                              | credo         | CAM                     |                              |                           |
| 61  | 48v-50   | Credo                                                           | 3     | R. Chirbury                          | credo         |                         |                              |                           |
| 62  | 50-51v   | Credo                                                           | 3     | W. Typp                              | credo         |                         |                              |                           |
| 63  | 52       | Credo                                                           | 3     | anónimo                              | credo         |                         |                              |                           |
| 64  | 52v-53v  | Credo                                                           | 3     | N. Sturgeon                          | credo         |                         |                              |                           |
| 65  | 54-55    | Credo                                                           | 3     | John Burell                          | credo         |                         |                              |                           |
| 66  | 55v-56   | Veni sancte spíritus                                            | 4     | John Dunstaple                       | motete        | AOS, MOD, M32, T92      | ANI, POM, CAE                |                           |
| 67  | 56v-57   | Qualis est dilectus tuus                                        | 3     | Forest                               | antífona      | MOD, T90                | HIE, CAN, REV                |                           |
| 68  | 57v      | Ascendit Christus - Alma redemptoris                            | 1 (3) | Forest                               | antífona      | MOD                     | HIE                          | solo comienzo del triplum |
| 69  | 58v      | Credo                                                           | 1     | N. Sturgeon                          | credo         |                         |                              |                           |
| 70  | 59       | Credo                                                           | 2     | anónimo                              | credo         |                         |                              |                           |
| 71  | 59v-60   | Credo                                                           | 3     | Pycard                               | credo         |                         |                              |                           |
| 72  | 60v-61   | Credo                                                           | 3     | Thomas Damett                        | credo         | O19                     |                              |                           |
| 73  | 61v      | Credo                                                           | 1     | Leonel Power                         | credo         | AOS                     |                              |                           |
| 74  | 62       | Credo                                                           | 2     | Forest                               | credo         | O19, T90, T93           |                              | solo tenor y contratenor  |
| 75  | 62v-63   | Credo                                                           | 3     | Pycard                               | credo         |                         | PAG                          |                           |
| 76  | 63v-64   | Credo                                                           | 4     | Pycard                               | credo         |                         |                              |                           |
| 77  | 64v-65   | Credo                                                           | 4     | Leonel Power                         | credo         |                         | HIL                          |                           |
| 78  | 65v-66   | Credo                                                           | 4     | Pycard                               | credo         |                         |                              |                           |
| 79  | 66v-67   | Credo                                                           | 3     | Byttering                            | credo         |                         |                              |                           |
| 80  | 67v-68   | Credo                                                           | 3     | J. Excetre                           | credo         |                         |                              |                           |
| 81  | 68v-69   | Credo                                                           | 3     | Leonel Power                         | credo         |                         |                              |                           |
| 82  | 69v-70   | Credo                                                           | 4     | John Cooke                           | credo         |                         |                              |                           |
| 83  | 70v-71   | Credo                                                           | 3     | Leonel Power                         | credo         | BOL                     |                              |                           |
| 84  | 71v-72   | Credo                                                           | 3     | Leonel Power                         | credo         |                         |                              |                           |
| 85  | 72v-73   | Credo                                                           | 4     | anónimo                              | credo         |                         |                              |                           |
| 86  | 73v-74   | Credo                                                           | 4     | Swynford                             | credo         |                         |                              |                           |
| 87  | 74v-75   | Credo                                                           | 3     | W. Typp                              | credo         |                         |                              |                           |
| 88  | 75v-76   | Credo                                                           | 3     | Queldryk                             | credo         |                         |                              |                           |
| 89  | 76v-77   | Credo                                                           | 4     | Pennard                              | credo         | PRI                     | HIE                          |                           |
| 90  | 77v      | Credo                                                           | 2     | anónimo                              | credo         | L40                     |                              |                           |
| 91  | 78       | Credo                                                           | 2     | anónimo                              | credo         |                         | GVP                          |                           |
| 92  | 78v-79   | Credo                                                           | 3     | John Cooke                           | credo         | CAM                     |                              |                           |
| 93  | 79v-80   | Credo                                                           | 3     | Thomas Damett                        | credo         | O19                     |                              |                           |
| 94  | 80v      | Sanctus                                                         | 3     | Roy Henry                            | sanctus       |                         | WOO                          |                           |
| 95  | 81       | Sanctus                                                         | 3     | W. Typp                              | sanctus       |                         |                              |                           |
| 96  | 81v      | Sanctus                                                         | 3     | Leonel Power                         | sanctus       |                         |                              |                           |
| 97  | 82-82v   | Sanctus                                                         | 3     | Lambe                                | sanctus       |                         |                              |                           |
| 98  | 82v-83   | Sanctus                                                         | 3     | W. Typp                              | sanctus       |                         |                              |                           |
| 99  | 83-83v   | Sanctus                                                         | 3     | Leonel Power                         | sanctus       |                         |                              |                           |
| 100 | 84       | Sanctus, Marie filius                                           | 3     | anónimo                              | Sanctus       |                         |                              |                           |
| 101 | 84v      | Sanctus                                                         | 3     | anónimo                              | sanctus       | L40, O34                |                              |                           |
| 102 | 85-85v   | Sanctus                                                         | 3     | R. Chirbury                          | sanctus       |                         |                              |                           |
| 103 | 85v-86   | Sanctus                                                         | 3     | anónimo                              | sanctus       |                         |                              |                           |
| 104 | 86       | Sanctus                                                         | 3     | anónimo                              | sanctus       |                         | PAG                          |                           |
| 105 | 86v      | Sanctus                                                         | 3     | anónimo                              | sanctus       |                         |                              |                           |
| 106 | 87       | Sanctus                                                         | 3     | W. Typp                              | sanctus       |                         |                              |                           |
| 107 | 87v      | Sanctus                                                         | 3     | anónimo                              | sanctus       |                         |                              |                           |
| 108 | 88       | Sanctus                                                         | 3     | R. Chirbury                          | sanctus       |                         |                              |                           |
| 109 | 88v      | Sanctus                                                         | 3     | Leonel Power                         | sanctus       |                         |                              |                           |
| 110 | 89       | Sanctus                                                         | 3     | W. Typp                              | sanctus       |                         |                              |                           |
| 111 | 89v-90   | Salvatoris mater - O Georgi - Benedictus qui ve                 | 3     | Thomas Damett                        | secuencia     |                         | OBE                          |                           |
| 112 | 90v-91   | Alma proles - Christi miles - Ab inimicis nostris               | 3     | John Cooke                           | motete        |                         | OBE, CAN                     |                           |
| 113 | 91v-92   | Salve mater domini - Salve templum domini - It in nomine Domine | 3     | N. Sturgeon                          | motete        |                         | OBE, PAG, CAR                |                           |
| 114 | 92v      | Sanctus                                                         | 3     | N. Sturgeon                          | sanctus       |                         |                              |                           |
| 115 | 93v-94   | Sanctus                                                         | 3     | Leonel Power                         | sanctus       |                         |                              |                           |
| 116 | 94v-95   | Sanctus                                                         | 3     | Leonel Power                         | sanctus       | AOS, T87                |                              |                           |
| 117 | 95v-96   | Sanctus                                                         | 4     | Leonel Power                         | sanctus       |                         |                              |                           |
| 118 | 96v-9    | Sanctus                                                         | 4     | Leonel Power                         | sanctus       |                         | HIL                          |                           |
| 119 | 97v-98   | Sanctus                                                         | 3     | Oliver                               | sanctus       |                         |                              |                           |
| 120 | 98-98v   | Sanctus                                                         | 3     | Oliver                               | sanctus       |                         |                              |                           |
| 121 | 99       | Sanctus                                                         | 3     | J. Excetre                           | sanctus       |                         |                              |                           |
| 122 | 99v-100  | Sanctus                                                         | 4     | J. Tyes                              | sanctus       |                         |                              |                           |
| 123 | 100v     | Sanctus                                                         | 2     | Pycard                               | sanctus       |                         |                              |                           |
| 124 | 101      | Agnus Dei                                                       | 3     | anónimo                              | agnus dei     |                         |                              |                           |
| 125 | 101      | Agnus Dei                                                       | 3     | anónimo                              | agnus dei     |                         |                              |                           |
| 126 | 101v     | Agnus Dei                                                       | 3     | anónimo                              | agnus dei     |                         |                              | borrado                   |
| 127 | 101v-102 | Agnus Dei                                                       | 3     | John Cooke                           | agnus dei     |                         |                              | borrado                   |
| 128 | 102      | Agnus Dei                                                       | 3     | anónimo                              | agnus dei     |                         |                              | borrado                   |
| 129 | 102v-103 | Agnus Dei                                                       | 3     | anónimo                              | agnus dei     | L40                     |                              |                           |
| 130 | 103-103v | Agnus Dei                                                       | 3     | anónimo                              | agnus dei     |                         |                              |                           |
| 131 | 103v-104 | Agnus Dei                                                       | 3     | anónimo                              | agnus dei     | L49                     |                              |                           |
| 132 | 104      | Agnus Dei                                                       | 3     | R. Chirbury                          | agnus dei     |                         | CAN                          |                           |
| 133 | 104v     | Agnus Dei                                                       | 3     | Leonel Power                         | agnus dei     |                         |                              |                           |
| 134 | 104v-105 | Agnus Dei                                                       | 3     | anónimo                              | agnus dei     | L40, L49                |                              |                           |
| 135 | 105      | Agnus Dei                                                       | 3     | W. Typp                              | agnus dei     |                         |                              |                           |
| 136 | 105v     | Agnus Dei                                                       | 3     | anónimo                              | agnus dei     |                         |                              |                           |
| 137 | 105v-106 | Agnus Dei                                                       | 3     | Leonel Power                         | agnus dei     |                         |                              |                           |
| 138 | 106      | Agnus Dei                                                       | 3     | Leonel Power                         | agnus dei     |                         |                              |                           |
| 139 | 106v     | Agnus Dei                                                       | 4     | anónimo                              | agnus dei     |                         | HIE, GTV                     |                           |
| 140 | 107      | Agnus Dei                                                       | 4     | Leonel Power                         | agnus dei     | AOS                     |                              |                           |
| 141 | 107v-108 | Agnus Dei                                                       | 4     | Leonel Power                         | agnus dei     |                         | HIL                          |                           |
| 142 | 108v-109 | Agnus Dei                                                       | 3     | Oliver                               | agnus dei     |                         | HIE                          |                           |
| 143 | 109v     | Carbúnculus ígnitus                                             | 1     | anónimo                              |               |                         |                              | solo triplum              |
| 144 | 110      | Mater munda                                                     | 2     | anónimo                              |               |                         |                              |                           |
| 145 | 110v-111 | En Katerine solennia - Virginalis concio - Sponsus amat sponsum | 3     | Byttering                            | motete        |                         | HIE, GTC, POM                |                           |
| 146 | 111v-112 | Are post libamina - Nunc surgunt in pópulo                      | 4     | Matheus de Sancto Johanne (Maysheut) | motete        | O32                     | FOL, HIE, LRV                |                           |
| 147 | 112v     | Post missarum solennia - Post misse modulamina                  | 2     | anónimo                              | motete        | O32                     | HIE                          |                           |

Concordancias con otros manuscritos:
- AOS: Aosta, Biblioteca del Seminario Maggiore A1 D19
- BOL: Bolonia, Civico Museo Bibliografico Musicale, Ms Q 15.
- GON: Cambridge, Gonville and Caius College 230/116
- CAM: Cambridge, University Library, Additional 5963 (8)
- L40: Londres, British Library, Additional 40011B
- L49: Londres, British Library, Additional 49597
- MOD: Módena, Biblioteca Estense e Universitaria, a. X.1.11 (Lat. 471; olim VI.H.15)
- M32: Múnich, Bayerische Staatsbibliothek, Musica 3224
- M14: Múnich, Bayerische Staatsbibliothek, Clm 14274 (olim M.mus. 3232a)
- O32: Oxford, Bodleian Library, Don. b. 32
- O34: Oxford, Bodleian Library, Dep. Deeds, Christ Church C.34/D.R.3
- O19: Oxford, Bodleian Library, University College 192
- MAG: Oxford, Magdalen College Library 266-268
- PAD: Padua, Biblioteca Universitaria 1225
- PRI: Princeton, University Library, Medieval and Renaissance Manuscripts 103
- SIE: Siena, Archivio di Stato, frammento 326
- T87: Trento, Museo Provinciale d'Arte (ex Museo Nazionale en el Castello del Buon Consiglio), 87
- T90: Trento, Castel del Buon Consiglio 90
- T92: Trento, Castello de Buon Consiglio 92
- T93: Trento, Castel de Buon Consiglio 93
- VAR: Varsovia, National Library, lat. F.I.378 (copia fotográfica)
- YOR: York, Borthwick Institute of Historical Research 2

## Discografía
- 1953: [NYM] English medieval Christmas carols. Primavera Singers of the New York Pro Musica Antiqua. Noah Greenberg. Rykodisc "Tradition" TCD 1056.
- 1958: [OBE] XIVth and early XVth Century English Polyphony. Russell Oberlin, Charles Bressler, Gordon Myers, Paul Wolfe. Lyrichord Early Music Series LEMS 8006.
- 1974: [PCA] Dunstable und seine Zeit: Dunstable, Power, Cooke, Damett. Geistliche vokalmusik - Sacred vocal music. Pro Cantione Antiqua. Bruno Turner. Deutsche Harmonia mundi (BMG) GD 77 225.
- 1979: [FOL] A distant mirror - Shakespeare's music. The Folger Consort. Delos DE 1003.
- 1980: [HIL] Leonel Power: Missa Alma redemptoris mater, Motets. Hilliard Ensemble. Paul Hillier. Virgin Edition 61 345.
- 1986: [GOT] The Service of Venus and Mars. Music for the Knights of the Garter, 1340-1440. Gothic Voices. Christopher Page. Hyperion "Gramophone Award Series" 21238.
- 1990: [HIE] The Old Hall Manuscript. Hilliard Ensemble. Paul Hillier. Virgin Edition 61393.
- 1991: [PAG] Lancaster and Valois. French and English music, 1350-1420. Gothic Voices. Christopher Page. Hyperion 66588.
- 1992: [CVO] The Study of Love. French Songs and Motets of the 14th Century. Gothic Voices. Christopher Page. Hyperion 66619.
- 1992: [CAN] Ars Britannica. Old Hall Manuscript, Madrigals, Lute Songs. Pro Cantione Antiqua. Teldec (Das Alte Werk) 46004 (2 CD).
- 1992: [REV] Speculum amoris. Lyrique d'Amour médieval, du Mysticisme à l'érotisme. La Reverdie. Arcana A 336.
- 1994: [LRV] O Tu Chara Sciença. Musique de la Pensée Médiévale. La Reverdie. Arcana A332.
- 1994: [ALI] Celi Domina. El culto a la Virgen en la música de la Edad Media. Alia Musica. Miguel Sánchez. Gober G-30595-2.
- 1994: [GVP] The Spirits of England and France - I. Music for Court and Church from the later Middle Ages. Gothic Voices. Christopher Page. Hyperion 66739, Helios 55281.
- 1994: [ONI] On the way to Bethlehem. Music of the Medieval Pilgrim. Ensemble Oni Wytars, Ensemble Unicorn. Naxos 8.553132.
- 1994: [ANI] Sacred Music of the Middle Ages - Hildegard von Bingen (1098-1179) and Others. Anima. SAP001.
- 1995: [ORL] John Dunstaple. Orlando Consort. Metronome 1009.
- 1995: [GTC] The Spirits of England and France - III. Binchois and his Contemporaries. Gothic Voices. Christopher Page. Hyperion 66783.
- 1996: [GTV] The Spirits of England and France - IV. Missa Caput, Story of the Salve Regina. Gothic Voices. Christopher Page. Hyperion 66857.
- 1997: [POM] Musical Book of Hours. Pomerium. Alexander Blachly. Archiv "Blue" 474 231.
- 1998: [WOO] The Chaucer Songbook. Celtic Music and Early Music for harp and voice. Carol Wood et al. Epona Records 001.
- 1999: [CAR] Music at All Souls, Oxford. The Lancastrians to the Tudors. The Cardinall's Musick. Andrew Carwood, ASV "Gaudeamus" CD GAU 196.
- 2004: [CAE] Orbis. Cercle, Révolution, Cycle... - Circle, Revolution, Cycle... Ensemble De Cælis. Laurence Brisset. Studio SM D3021.
- 2006: [DIA] Honi soit qui mal y pense!. Polyphonies des chapelles royales anglaises (1328-1410). Diábolus in Música. Antoine Guerber. Alpha Productions 022.